# Rodrigo Corrales
Rodrigo Corrales, född 24 januari 1991, är en spansk handbollsmålvakt som spelar för Telekom Veszprém och det spanska landslaget.